# فوسفاتاز حمضي
الفوسفاتاز الحمضيأو الفوسفاتيز الحمضي (بالإنجليزية:  Acid Phosphatase)‏ يعرف اختصاراً (ACP)،رقمه الكيميائي (EC 3.1.3.2). وهو إنزيم ينتمي إلى عائلة انزيمات الفوسفاتيز، ويقوم هذا الإنزيم بإطلاق سراح مجموعات الفوسفات التي تعلق الجزيئات الأخرى أثناء عملية الهضم. وهو اساسا إستيراز أحادي الفسفات. يتم تخزينه في الجسيمات .

## الموقع
يدل اسم الإنزيم على انه يؤدي وظيفته في وسط حمضي، وهو يوجد بكميات كبيرة في غدة البروستات، كما يوجد أيضآ في الكريات الحمراء والصفائح الدموية والخلايا الليمفاوية وفي الكبد والطحال والكلى والعظام.

## الوظيفة
الفوسفاتيز الحمضي يحفز رد الفعل التالي في الرقم الهيدروجيني الأمثل أقل من 7:
اورثوفوسفوريك مونيستر + H2O → alcohol + H3PO4

## الأنواع
يوجد نوعان من هذا الانزيم، وهما:-
- انزيم الفوسفاتاز الحمضي الكُلّي ( Total Acid Phosphatse)

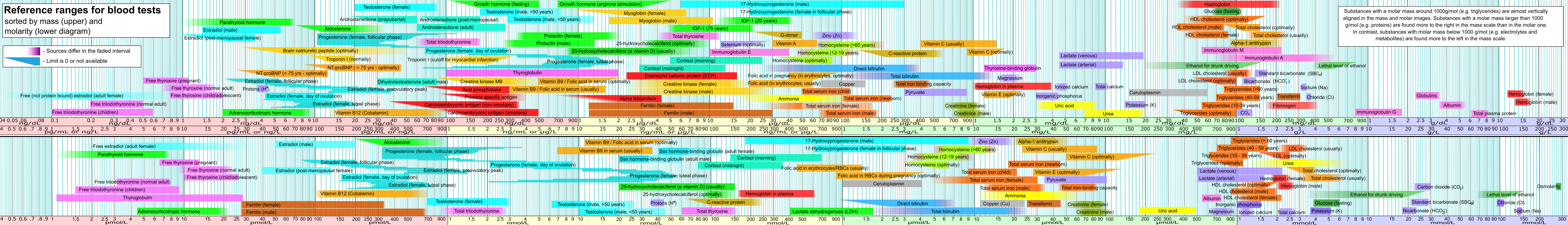
نطاق مرجعي لاختبارات الدم، يوضح الفوسفاتيز الحمضي في اللون الأحمر على اليسار.

- انزيم الفوسفاتاز الحمضي البروستاتي ( Prostatic Acid Phosphatase)

## وصلات إضافية
- Acid+phosphatase في المكتبة الوطنية الأمريكية للطب نظام فهرسة المواضيع الطبية (MeSH).

ر.ت.إ

3.1.3.2